# Anandamide
Pour les articles homonymes, voir AEA.
L’anandamide ou N-arachidonoylethanolamide ou AEA, est un neurotransmetteur cannabinoïde endogène présent dans l'organisme des animaux comme des humains, en particulier dans leur cerveau. Il est aussi présent en faible quantité dans le cacao. Son nom est la contraction du sanskrit ananda, qui signifie « béatitude » et amide, sa fonction chimique,. Il est "synthétisé" par l'organisme à partir du N-arachidonoyl phosphatidyléthanolamine par de nombreuses voies métaboliques. Il est dégradé essentiellement par l'enzyme Fatty Acid Amide Hydrolase (FAAH), qui convertit l'anandamide en éthanolamine et en acide arachidonique. Ainsi, les inhibiteurs de la FAAH entraînent une augmentation des niveaux d'anandamide et sont utilisés pour un usage thérapeutique,.

## Histoire
L'anandamide a été isolé et sa structure fut décrite la première fois en 1992 par WA Devane, Lumir Hanus et leurs collègues qui travaillaient dans l'équipe menée par Raphael Mechoulam à l'Université hébraïque de Jérusalem.

## Ligands et récepteurs endocannabinoïdes
L'anandamide est un cannabinoïde endogène ou endocannabinoïde qui agit au niveau du cerveau et d'autres parties du corps. Il agit (comme le tétrahydrocannabinol) en se liant avec le récepteur CB1. Il se lie également en périphérie avec le récepteur CB2 qui est un récepteur impliqué dans le système immunitaire.
- Cannabis

Les récepteurs des cannabinoïdes ont été à l'origine découverts comme étant sensibles au ∆9-tétrahydrocannabinol (∆9-THC, couramment appelé THC) qui est le composé psychoactif principal retrouvé dans le cannabis. La découverte de l'anandamide vient des recherches sur les récepteurs CB1 et CB2. Il était en effet quasiment certain qu'un ou plusieurs composés chimiques endogènes activait ces récepteurs.
- Chocolat

En 1996, de l'anandamide a été découvert dans le chocolat. Deux autres substances ont aussi été découvertes, qui pourraient avoir des effets proches de l'anandamide : la N-oleoylethanolamine et la N-linoleoylethanolamine.

## Métabolisme
- Déclenchement de la synthèse

L'anandamide est synthétisé dans l'espace synapse à la suite d'une dépolarisation calcique causée par l’entrée de calcium dans le neurone post-synaptique induite par la stimulation de différents récepteurs. 
- Synthèse

L'anandamide est synthétisé à partir de la N-arachidonoyl phosphatidylethanolamine (NAPE), qui est elle-même fabriquée en transférant de l'acide arachidonique obtenu à partir de  lécithine au groupement amine libre d'une phosphatidylethanolamine grâce à l'enzyme N-acyltransférase,. La synthèse d'anandamide à partir de NAPE intervient via de nombreuses voies métaboliques et implique des enzymes comme la phospholipase A2, la phospholipase C et la NAPE-PLD.
- Catabolisme

L'anandamide endogène est présent à des doses très faibles et a une durée de vie très courte par suite d'une hydrolase de ses amides d'acides gras, qui le metabolise en acide arachidonique libre et en éthanolamine. Des études sur des porcelets ont par ailleurs montré qu'un régime enrichi en acide arachidonique et en autres acides gras essentiels augmentent les niveaux d'anandamide et d'autres endocannabinoïdes dans leur cerveau.
- Action

L'anandamide agit comme un signal rétrograde sur la membrane pré-synaptique où il active un récepteur couplé à une protéine G, le CB1. Ce signal a une action inhibitrice sur la libération des neurotransmetteurs glutamate et  GABA dans la synapse par suite du processus d'inhibition de l’activité de l’adénylate cyclase (qui a pour effet de réduire la durée du potentiel d’action en diminuant la sensibilité au potentiel des membranes des canaux potassiques de type A) et de la réduction des flux calciques et potassiques indispensables à l’exocytose des granules contenant le neurotransmetteur. D’autre part, l’activation du récepteur CB1 provoque une inhibition indirecte, par le biais d’une protéine Gi/o, de divers canaux Ca2+ sensibles au potentiel (type N, L et Q/P).
Ainsi, l'anandamide diminue la transmission de l'influx nerveux. Il peut donc être qualifié de neuromodulateur.

## Physiologie
Des études ont montré que l'anandamide inhibe la mémoire de travail chez les rats. 
Des études sont en cours pour explorer les actions possibles de l'anandamide sur les comportements  alimentaire, les rythmes de sommeil et la douleur chez les humains aux niveaux de nombreuses fonctions :
- modulation de la mémoire (hippocampe) ;
- modulation des émotions (amygdale) ;
- modulation de l'activité motrice (ganglions de la base) ;
- analgésie centrale (rhombencéphale) ;
- rôles potentiels dans l'habituation, la cognition et le système de récompense (contrôlant la prise alimentaire et les phénomènes d'addiction) ;
- implantation de l'embryon.

L'action de l'anandamide est aussi importante pour l'implantation de l'embryon sous sa forme blastocyste dans l'utérus. Par conséquent des cannabinoides comme le Δ9-THC pourraient influencer ce processus. Les pics plasmatiques d'endocannabinoïdes apparaissent lors de l'ovulation et augmentent de manière parallèle avec les pics d’œstradiols et de gonadotrophines, ce qui suggère que ces molécules pourraient être impliquées dans la régulation des niveaux d'anandamide.
- Alimentation et plaisir

L'anandamide joue un rôle dans la régulation du comportement alimentaire et la génération neurale de motivation et de plaisir. Par ailleurs, l'anandamide injecté directement dans le noyau accumbens des rats augmente leurs réponses à des récompenses sucrées et leurs prises de nourriture,.

## Conséquences en médecine
- Liens avec le paracétamol

Le paracétamol est métaboliquement combiné avec l'acide arachidonique par hydrolase des amides d'acides gras pour former l'AM404. Ce métabolite du paracétamol est un possible agoniste du récepteur vanilloïde TRPV1, un faible agoniste des récepteurs CB1 et CB2 et un inhibiteur de la recapture de l'anandamide. Par conséquent, les niveaux d'anandamide dans le corps et le cerveau en seraient augmentés. Le paracétamol serait alors une pro-drogue des métabolites cannabimimétiques. Cette action pourrait être partiellement ou totalement responsable des effets antalgiques (plutôt analgésiques) du paracétamol,. 
Des études ont montré qu'une libération d'anandamide est associée à l'effet antalgique induit par l'exercice physique, notamment la course à pied.
- Cancer du sein

L'anandamide inhibe la prolifération cellulaire du cancer du sein humain.
- Obésité

Un régime enrichi en graisses augmente les niveaux d'anandamide dans le foie des rats et augmente la lipogenèse. Ceci suggère que l'anandamide pourrait jouer un rôle dans l'obésité, au moins chez les rongeurs.